# 立花家橘童
立花家 橘童（たちばなや きつどう、1895年 - 没年不詳）は、音曲師。
香川県高松市うまれ。三味線石村幸太郎の倅。もと笑福亭福松門人で笑福亭福一。明治28年生まれで、五歳の時（明治32年）、大阪の三友派の席へ出、三味線の曲引きをして話題をよんだ。明治33年8月に三遊亭圓遊が来阪したとき福一を東京へ連れて帰り、立花家橘之助の弟子として橘童と名乗らせ、東京の席へ出したところ非常の人気であったという。本名は石村貫一。